# Chirindaapalis
Chirindaapalis (Apalis chirindensis) är en fågel i familjen cistikolor inom ordningen tättingar.

## Utbredning och systematik
Chirindaapalis delas in i två underarter:
- Apalis chirindensis vumbae – förekommer i Zimbabwe (Nyanga högländer till Bvumba)
- Apalis chirindensis chirindensis – förekommer i västra delen av centrala Moçambique (Gorongoza) och näraliggande östra Zimbabwe

## Status
IUCN kategoriserar arten som sårbar.

## Namn
Fågelns svenska och vetenskapliga artnamn syftar på Chirindaskogen i Gazaland, Moçambique.